# ГЕС Зонго II
ГЕС Зонго II — гідроелектростанція на заході Демократичної Республіки Конго. Розташована після ГЕС Зонго I, становить нижній ступінь каскаду на річці Інкісі (ліва притока Конго).
У межах проекту Інкісі перекрили гравітаційною греблею висотою 25 метрів. Вона спрямовує воду до дериваційного тунелю, що прямує приблизно 3 км через пагорб на лівобережжі Інкісі, який відділяє її нижню течію від Конго.
Машинний зал буде обладнано трьома турбінами потужністю по 50 МВт, які працюватимуть при напорі у 105 метрів. Відпрацьована вода потраплятиме одразу в Конго.
Спорудження станції здійснює китайська корпорація Sinohydro, а фінансування у розмірі 360 млн доларів США забезпечив Експортно-імпортній банк Китаю. Гідроагрегат № 3 запустили в роботу у вересні 2017 року. На той час готовність двох інших гадроагрегатів становила 45 % та 65 %.